# Suradet Klankhum
Suradet Klankhum (thailändisch สุรเดช กลั่นขำ; * 2. Juli 1996 in Sisaket), auch als Art (thailändisch อาร์ท) bekannt, ist ein thailändischer Fußballspieler.

## Karriere
Suradet Klankhum erlernte das Fußballspielen beim damaligen Drittligisten Assumption United FC in Bangkok. 2015 unterschrieb er bei Muangthong United seinen ersten Profivertrag. Der Club aus Pak Kret spielte in der ersten Liga, der Thai League. Von 2015 bis Mitte 2016 wurde er an seinen Jugendclub Assumption United ausgeliehen. Die Rückserie 2016 erfolgte eine Ausleihe zum BEC Tero Sasana FC, einem Club, der in der ersten Liga, der Thai Premier League, spielte. Für den Hauptstadtclub absolvierte er zwei Erstligaspiele. Die Saison 2017 wurde er an den Bangkok FC ausgeliehen. Für Bangkok spielte er 14 Mal in der zweiten Liga, der Thai League 2. 2020 wechselte er ebenfalls auf Leihbasis zum Zweitligisten Udon Thani FC nach Udon Thani. Für Udon kam er dreimal in der Liga zum Einsatz. Nach der Ausleihe kehrte er Ende Dezember 2020 zu Muangthong zurück. Hier wurde sein Vertrag jedoch nicht verlängert. Am 1. Januar 2021 unterschrieb er in Bangkok einen Vertrag beim Drittligisten Assumption United FC. Mit dem Hauptstadtverein spielte er in der Western Region der Liga. Am 1. Juni 2022 verpflichtete ihn der Amateurligist Samut Sakhon City FC. Mit dem Klub aus Samut Sakhon stieg er in die dritte Liga auf. Nach dem Aufstieg verließ er den Verein und schloss sich im Januar 2023 dem Drittligisten Sakon Nakhon FC an. Mit dem Verein aus Sakon Nakhon musste er am Ende der Saison aus der North/Eastern Region der dritten Liga absteigen. Der Thonburi United FC, ein Drittligist aus der Bangkok Metropolitan Region, nahm ihn zu Beginn der Saison 2023/24 unter Vertrag. Am 19. April 2025 stand er mit Thonburi im Finale des Thai League 3 Cups. Hier besiegte man im BG Stadium den Songkhla FC mit 5:4 im Elfmeterschießen.

## Erfolge
Thonburi United FC
- Thai League 3 Cup: 2024/25